# Petrópolis
Pour les articles homonymes, voir Petrópolis (homonymie).
Petrópolis, connue aussi sous son surnom de « Cité impériale » du Brésil (Cidade Imperial en portugais), est une ville brésilienne du centre de l'État de Rio de Janeiro. Elle se trouve à 68 km au nord de la ville de Rio de Janeiro.
Nichée dans la forêt des collines de la Serra dos Órgãos, dans la vallée des rivières Quitandinha et Piabanha, Petrópolis est un lieu de villégiature estivale populaire. Outre son climat agréable et la beauté de la nature environnante, sa principale attraction est l'ancien palais d'été de l'empereur du Brésil, devenu le musée impérial du Brésil, spécialisé en histoire impériale.
Petrópolis contient aussi le Laboratoire national de calcul scientifique (LNCC), une unité de recherche du ministère de la Science, de la Technologie et de l'Innovation (pt) du gouvernement fédéral brésilien.

## Histoire

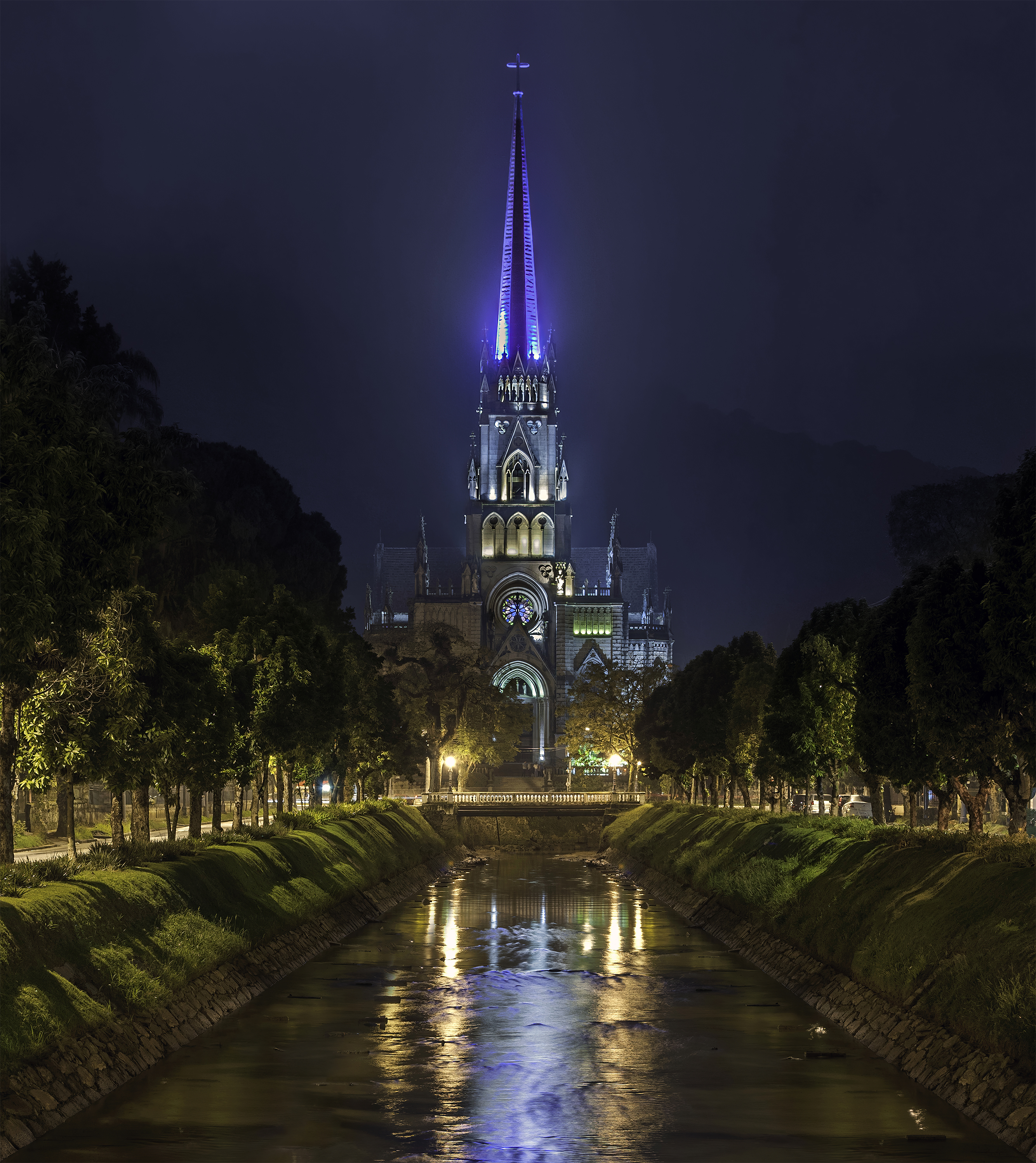
Cathédrale de Petrópolis.

La ville est nommée « ville de Pierre » en l'honneur de l'empereur Pierre II du Brésil, le deuxième monarque de la nation et fils de Pierre Ier du Brésil. Elle est la résidence d'été de l’Empire et des aristocrates au XIXe siècle, et la capitale officielle de l'État de Rio de Janeiro entre 1894 et 1902.
Entre 1722 et 1725, Bernardo Soares de Proença ouvre une route pour relier Rio de Janeiro au Minas Gerais, à travers la Serra da Estrela. En 1830, chemin faisant vers le Minas Gerais, l'empereur Pierre Ier remarque, à la ferme de Correia - un prêtre catholique -, le climat particulièrement agréable de la région. Comme la sœur et héritière de Correia refuse de vendre la propriété, l’Empereur achète la ferme voisine de Córrego Seco. Il décide d'y construire un palais d’été qu'il ne verra jamais, car il abdique le 7 juillet 1831. En 1843, son fils Pierre II, reprenant les plans de son père, entreprend la fondation de la ville de Petrópolis et la construction de son palais d'été. Les aristocrates de sa cour ne tardent pas à y établir à leur tour des résidences.
En 1845, des fermiers allemands de Rhénanie sont encouragés à immigrer et à s'installer sur les terres de l'Empereur, pour donner un cadre urbain plaisant aux environs du palais. La colonie de Petrópolis, officiellement fondée le 16 mars 1843, devient une ville en 1857. La route reliant la ville à Rio de Janeiro est inaugurée en 1928. Le projet urbain est réalisé par l’ingénieur Julius Friedrich Koeler.
Pendant une visite à l’Exposition universelle de 1876, en Philadelphie, Pierre II est impressionné par la nouvelle invention d’Alexander Graham Bell, le téléphone, et fait installer une connexion entre son palais d’été et sa ferme.
Après l'avènement de la République et l'exil de la famille impériale en 1889, la ville continue à jouer un rôle important dans l’histoire brésilienne. Elle est fréquemment choisie comme résidence d’été par les présidents de la république qui logent au Palais de Rio Negro, où fut signé en 1903 le traité de Petrópolis par lequel le Brésil a acheté le territoire de l’Acre à la Bolivie.
Le palais de Pierre est aujourd’hui le musée impérial du Brésil, un des principaux attraits de la « Ville alpine » de Petrópolis, ainsi que la cathédrale de Saint Pierre d’Alcântara, le Palais de Cristal (pt) et la Maison de Santos-Dumont (Museu Casa de Santos Dumont (pt)). La « Ville impériale » est devenue la destination d’artistes, intellectuels et célébrités et, pendant le XXe siècle, un des principaux attraits touristiques du pays.
Les habitants des favelas sont particulièrement vulnérables aux inondations et glissements de terrain. Ainsi, en 1988, 171 personnes trouvent la mort lors de glissements de terrain. Des inondations font plus de 900 morts en 2011 et plus 200 morts en 2022.

## Géographie

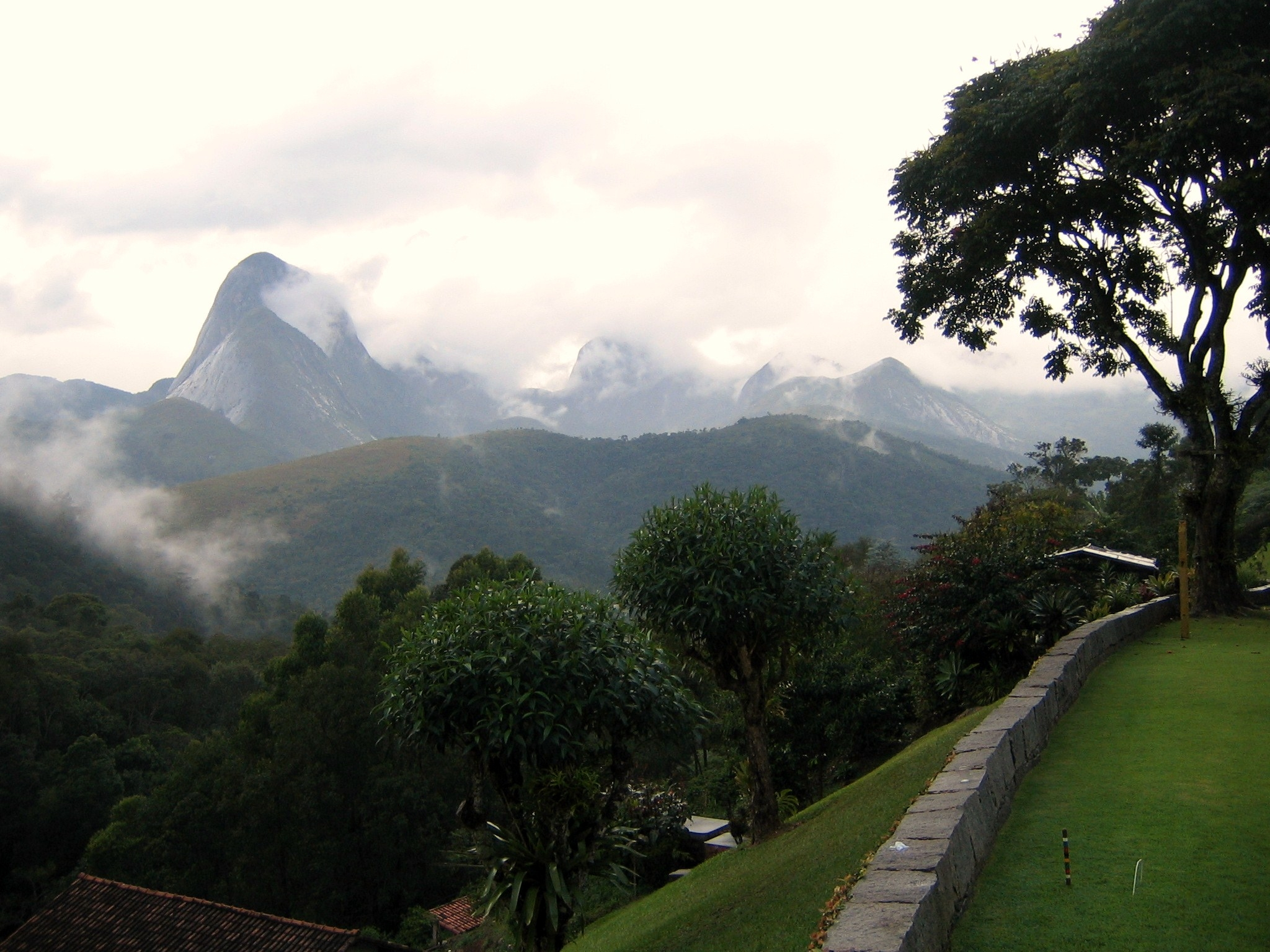
La vallée des rivières Quitandinha et Piabanha.

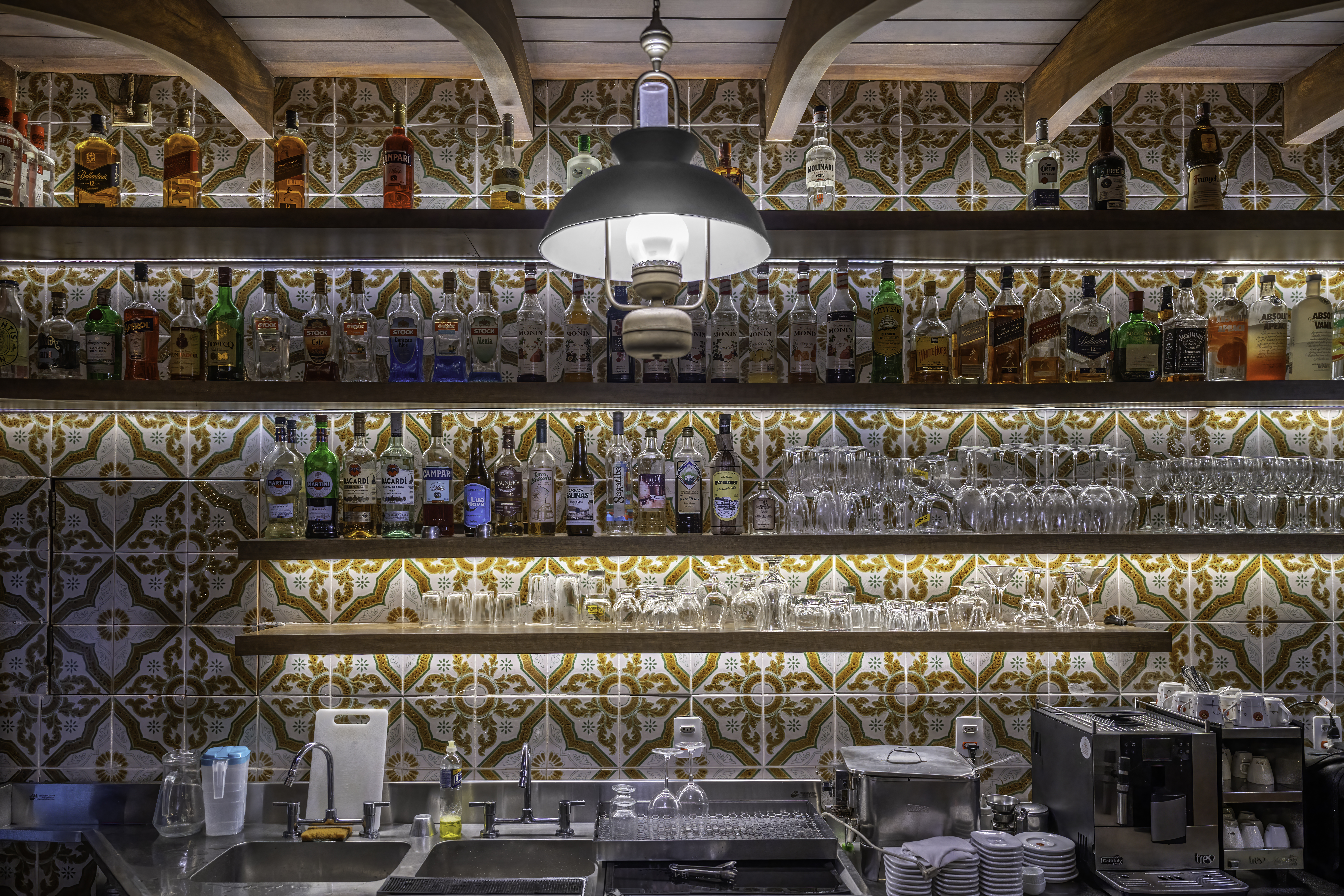
Le bar d'un restaurant Churrascaria à Petrópolis. Septembre 2023.

Petrópolis se situe par une latitude de 22° 30' 18" sud et par une longitude de 43° 10' 44" ouest à une altitude de 838 mètres. La ville se situe à 68 km de Rio de Janeiro.
Sa population était de 295 917 habitants au recensement de 2010. La municipalité s'étend sur 796 km2.
Elle est le principal centre urbain de la microrégion Serrana, dans la mésoregion Métropolitaine de Rio de Janeiro.
Le climat est une variété d’altitude du climat océanique (classification de Köppen Cfb), avec des étés humides. Les précipitations sont d’environ 2 400 mm par an. La température est amène. La moyenne annuelle est environ 19 °C. Aux mois plus chauds, la température moyenne est de 23 °C, et de 15 °C aux mois plus froids. D’après l’Institut national de météorologie (Instituto Nacional de Meteorologia), la température la plus basse enregistrée a été −0,7 °C, en 2 août 1955 ; et la plus haute 36,6 °C, en 6 novembre 2009.

## Personnalités liées à Petrópolis

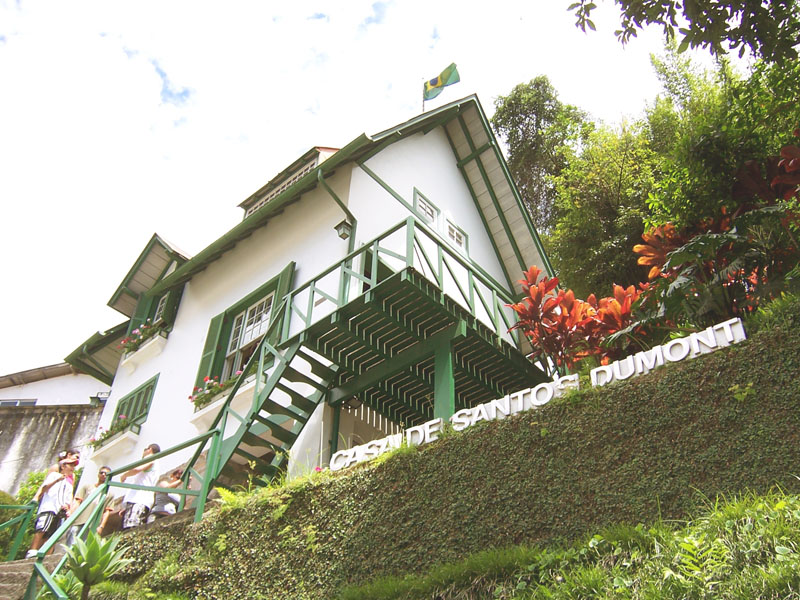
A Encantada, la maison de Santos-Dumont.

Petrópolis a été la dernière résidence de Stefan Zweig et de sa deuxième épouse, Lotte (Elisabeth Charlotte Altmann), qui s'y sont suicidés en 1942. Il est prévu de faire de cette maison, la Casa Stefan Zweig, un musée.
L'aviateur Alberto Santos-Dumont possédait une maison à Petrópolis (pt), appelée « A Encantada » (« L'Enchantée »). Cette maison est devenue un musée.
Petrópolis est la ville natale de Otto Hees (1870-1941), photographe, et de Peter Medawar (1915-1987), biologiste, prix Nobel de physiologie ou médecine en 1960. Cristiane Brasil, femme politique brésilienne, est également née à Petrópolis.
Le bactériologiste Oswaldo Cruz (1872-1915) y est décédé.
Pierre d'Orléans-Bragance, (Pedro de Alcântara de Orleans e Bragança, prince du Grão-Pará) y est né en 1875 et y est mort en 1940.
Louis d'Orléans-Bragance (Luís Maria Filipe Pedro de Alcântara Gastão Miguel Rafael Gonzaga) y est né en 1878.

## Tourisme
Les principales attractions touristiques de la ville sont :
- Butte Açu (Parc national Serra dos Órgãos)
- Cathédrale de Saint Pierre de Alcântara avec le Mausolée Impérial
- Château du Baron d'Itaipava
- Circuits touristiques ruraux de Taquaril, Brejal et Araras
- District d'Itaipava
- Maison de Joaquim Nabuco
- Maison de Ruy Barbosa
- Maison de Santos Dumont (Museu Casa de Santos Dumont (pt))
- Maison de l'Ipiranga (pt) (la « Maison des sept erreurs »)
- Maison de Stefan Zweig
- Maison de la Princesse Isabelle
- Maison du Baron de Mauá
- Maison du Baron et Vicomte de Arinos
- Maison du Vicomte de Caeté
- Monastère de la Vierge
- Musée de cire de Petrópolis
- Musée impérial
- Musée de la porcelaine[6]
- Palais de Cristal (pt)
- Palais Grão Pará
- Palais Quitandinha (pt)
- Palais Río Negro
- Parc municipal de Petrópolis
- Parc National de Serra dos Órgãos (pt)
- Réserve Biologique Fédérale de Tinguá (pt)
- Réserve Biologique Fédérale de Araras (pt)
- Monument naturel de l'Éléphant de Pierre (en)
- Sanctuaire Nossa Senhora de Fátima (Trône de Fátima)[7]
- Valparaíso (Centre gastronomique et de distraction de Petrópolis)
- Bauernfest (Festival annuel en l'honneur des immigrants allemands)

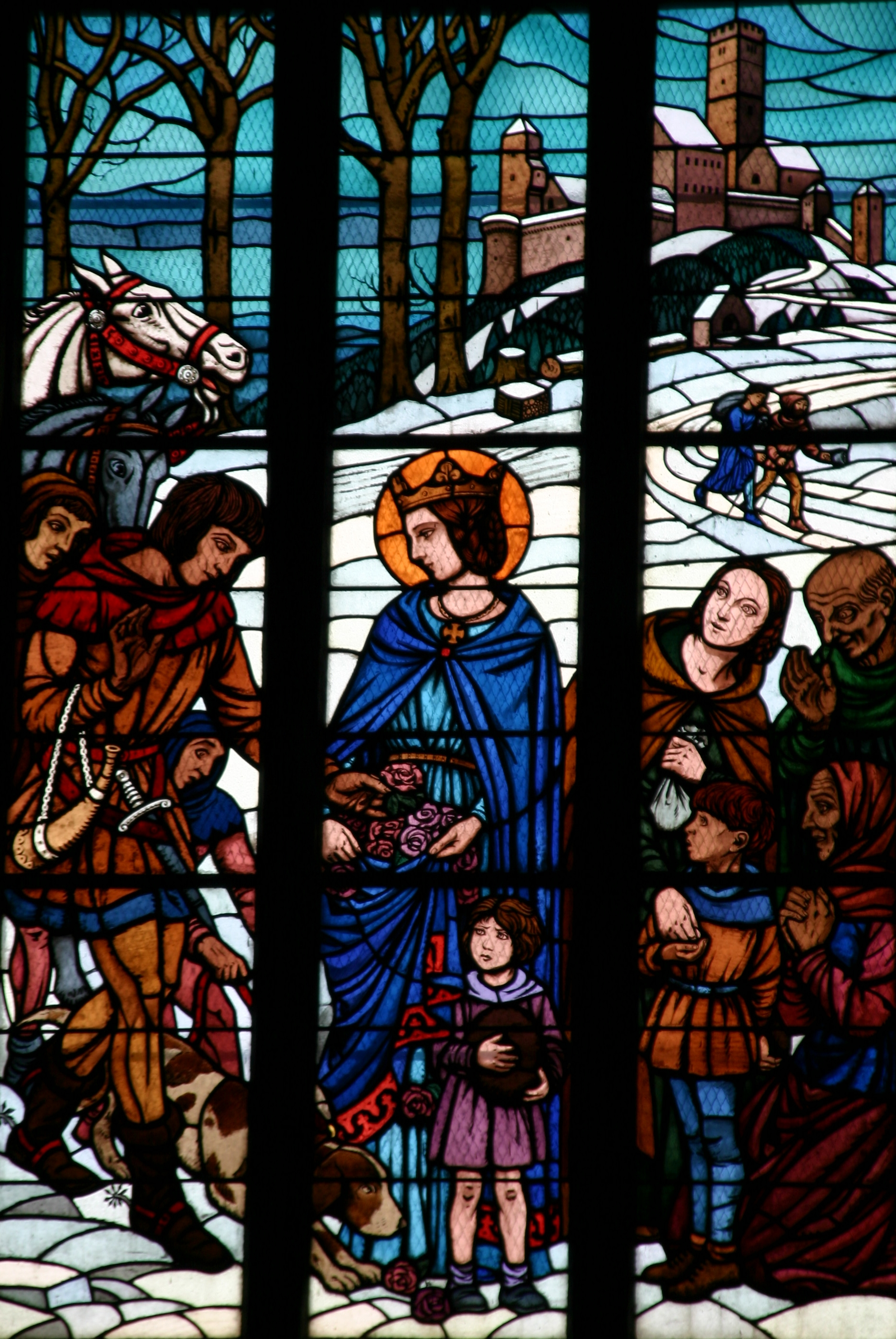
Vitrail de la cathédrale Sao Pedro de Alcantara.
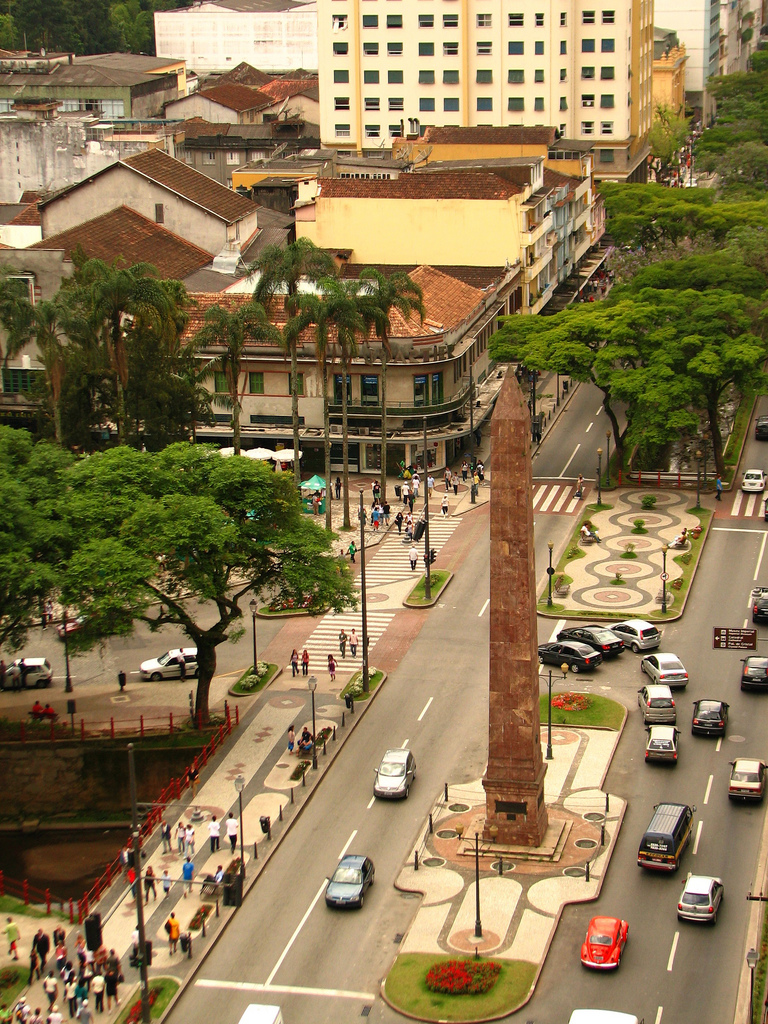
Obélisque (pt) et rua do Imperator
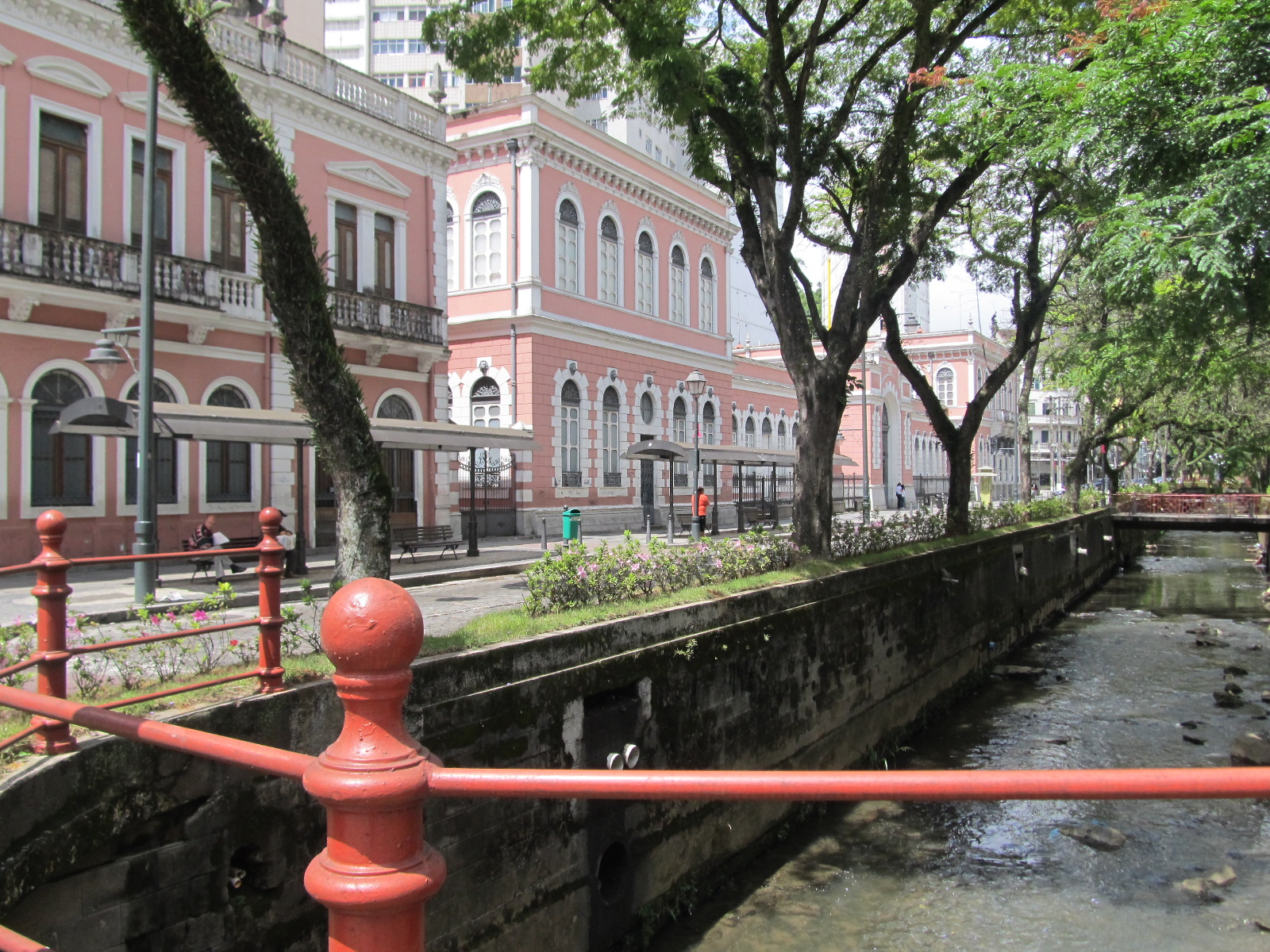
Ancienne cité impériale, maintenant le Centro Federal de Educação Tecnológica Celso Suckow da Fonseca
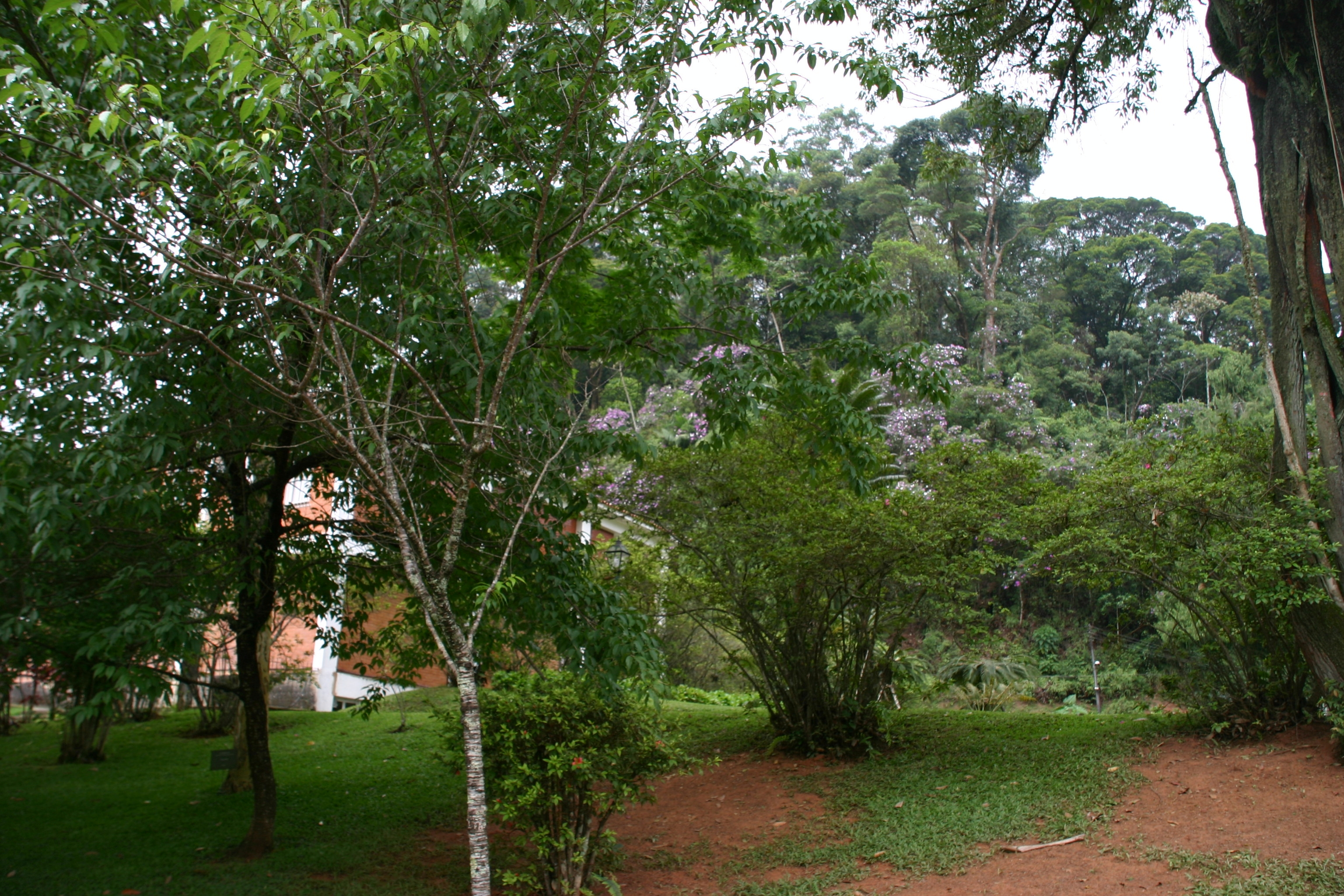
Parc municipal de Petrópolis.
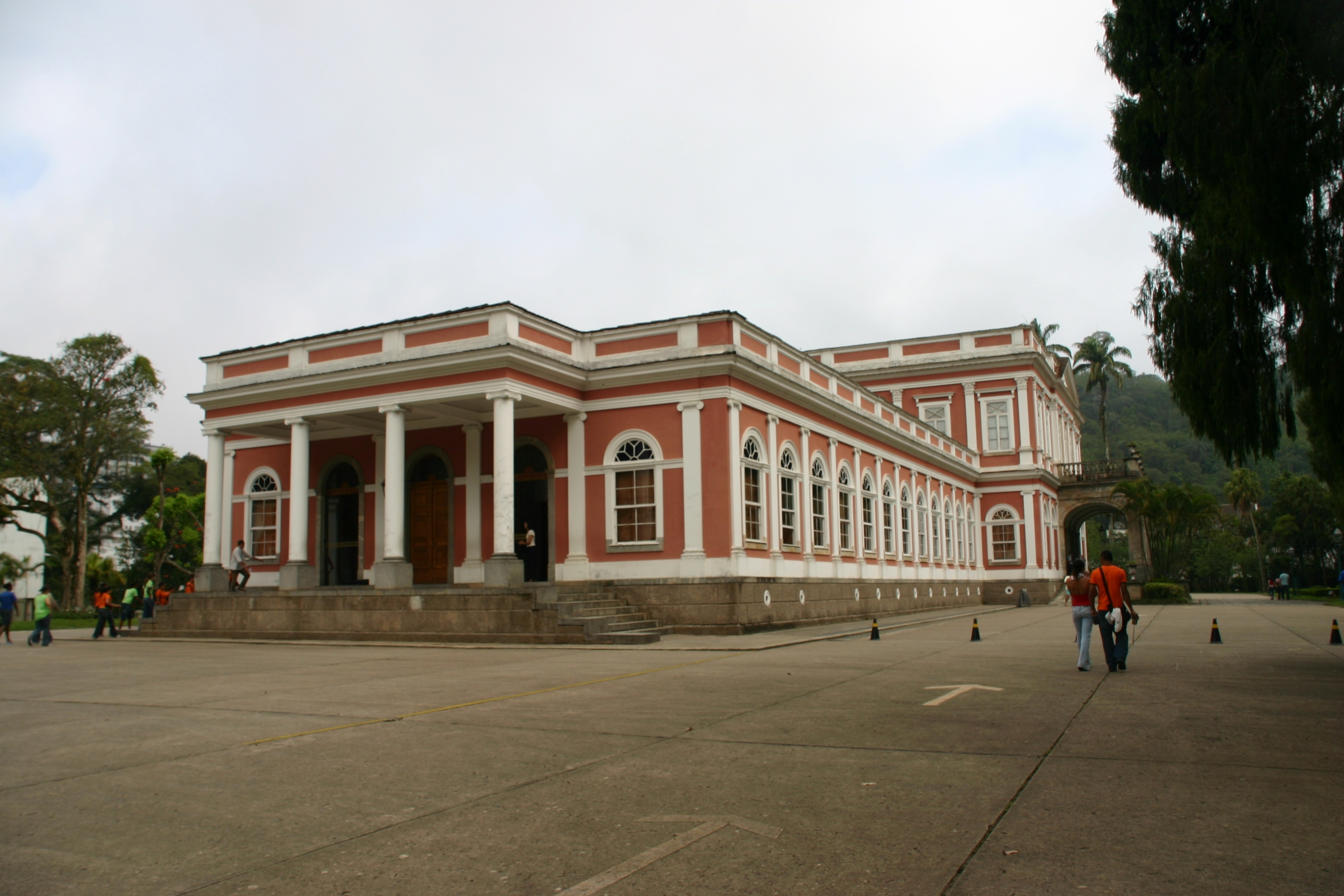
Musée impérial du Brésil.
Palácio Quitandinha (pt) à Petrópolis.
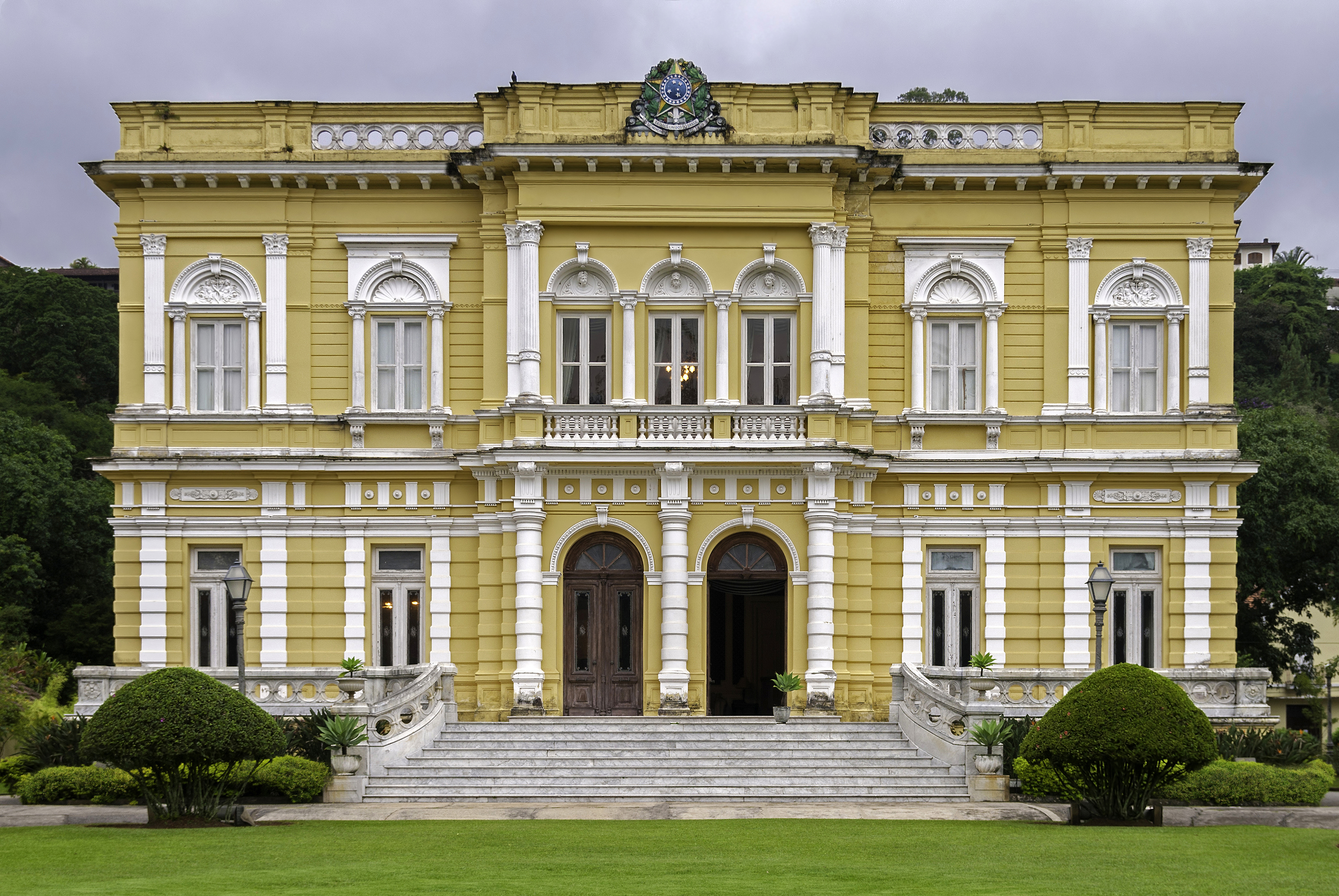
Palácio Rio Negro, une des résidences officielles du président du Brésil.